# Анапский (Кореновский район)
Анапский — хутор в Кореновском районе Краснодарского края.
Входит в состав Новоберезанского сельского поселения.

## География
Посёлок расположен в 12 км к северу от административного центра поселения — посёлка Новоберезанского на реке Бейсуг.

## Население
| 2002 | 2010 |
| ---- | ---- |
| 714  | ↘648 |

- ул. Коммунальная,
- ул. Луговая,
- ул. Мира,
- ул. Ореховая,
- ул. Партизанская,
- ул. Степная,
- ул. Тихая.